# Jablonka
Jablonka é um município da Eslováquia, situado no distrito de Myjava, na região de Trenčín. Tem 12,59 km² de área e sua população em 2018 foi estimada em 479 habitantes.

## Demografia
| Ano:        | 1994 | 2004    | 2014   | 2024   |
| ----------- | ---- | ------- | ------ | ------ |
| Broj ljudi: | 600  | 517     | 482    | 474    |
| Razlika:    |      | -13,83% | -6,76% | -1,65% |

| Ano:               | 2023 | 2024 |
| ------------------ | ---- | ---- |
| Número de pessoas: | 474  | 474  |
| Diferença:         |      | +0%  |